# Olivier Clément
Olivier Clément (Aniane, 17 de novembro de 1921 – Paris, 15 de janeiro de 2009) foi um teólogo ortodoxo francês, reconhecido por sua contribuição no campo do ecumenismo e pela divulgação da espiritualidade cristã oriental no Ocidente.
Professor do Lycée Louis-le-Grand e do Institut Saint-Serge, foi autor de numerosas obras, em que conjuga a herança da teologia ortodoxa com a sensibilidade contemporânea.

## Biografia
Clément nasceu nas Cevenas, região tradicionalmente protestante, mas teve uma educação não religiosa, embora sua mãe frequentasse o culto reformado todos os domingos.
Ele se converteu aos trinta anos após uma longa busca pelo ateísmo e por várias espiritualidades orientais. Acabou descobrindo, sob a influência da leitura de Nikolai Berdiaev e Vladimir Lossky, de quem se tornou aluno e amigo, o pensamento patrístico oriental, e recebeu o batismo na Igreja Ortodoxa, na paróquia de Santo Irineu em Paris, vinculada ao Patriarcado de Moscou, em 1951.
Tornou-se professor no Institut Saint-Serge e diretor da revista Contacts, duas iniciativas que tiveram grande responsabilidade pela difusão do cristianismo oriental na França no século XX.
Ele é autor de uma obra que compreende cerca de trinta títulos dedicados à teologia, à história da Igreja, à espiritualidade e ao encontro entre a ortodoxia, o cristianismo ocidental, as religiões não cristãs e a modernidade.
Recebeu o doutorado honoris causa pelo Instituto de Teologia de Bucareste, pela Universidade Católica de Louvain e pela Sacred Heart University de Fairfield (Connecticut).
Faleceu em Paris, onde morava, em 2009. Foi sepultado no cemitério de Marsillargues.

### Vida pessoal
Casado três vezes, a última delas com Monique Jouanne, teve seis filhos.

## Obras

### Obras publicadas em português
- Fontes: os místicos cristãos dos primeiros séculos (Juiz de Fora: Subiaco, 2003).
- Em busca do sentido da vida: reflexões a partir da experiência de Taizé (Vargem Grande Paulista: Cidade Nova, 2006).
- Ainda que tenha morrido, viverá: ensaio sobre a ressurreição dos corpos (São Paulo: Paulinas, 2010).
- Frestas de luz: fé e beleza (Curitiba: Carpintaria, 2025).